# اچ‌ام‌ای‌اس بیلوئلا
اچ‌ام‌ای‌اس بیلوئلا (به انگلیسی: HMAS Biloela) یک کشتی بود که طول آن ۳۸۲ فوت ۱ اینچ (۱۱۶٫۴۶ متر) بود. این کشتی در سال ۱۹۱۹ ساخته شد.